# Manfred Thiede
 (janvier 2024).
La mise en forme du texte ne suit pas les recommandations de Wikipédia : il faut le « wikifier ».
Les points d'amélioration suivants sont les cas les plus fréquents. Le détail des points à revoir est peut-être précisé sur la page de discussion.
- Les titres sont pré-formatés par le logiciel. Ils ne sont ni en capitales, ni en gras.
- Le texte ne doit pas être écrit en capitales (les noms de famille non plus), ni en gras, ni en italique, ni en « petit »…
- Le gras n'est utilisé que pour surligner le titre de l'article dans l'introduction, une seule fois.
- L'italique est rarement utilisé : mots en langue étrangère, titres d'œuvres, noms de bateaux, etc.
- Les citations ne sont pas en italique mais en corps de texte normal. Elles sont entourées par des guillemets français : « et ».
- Les listes à puces sont à éviter, des paragraphes rédigés étant largement préférés. Les tableaux sont à réserver à la présentation de données structurées (résultats, etc.).
- Les appels de note de bas de page (petits chiffres en exposant, introduits par l'outil «  Source ») sont à placer entre la fin de phrase et le point final[comme ça].
- Les liens internes (vers d'autres articles de Wikipédia) sont à choisir avec parcimonie. Créez des liens vers des articles approfondissant le sujet. Les termes génériques sans rapport avec le sujet sont à éviter, ainsi que les répétitions de liens vers un même terme.
- Les liens externes sont à placer uniquement dans une section « Liens externes », à la fin de l'article. Ces liens sont à choisir avec parcimonie suivant les règles définies. Si un lien sert de source à l'article, son insertion dans le texte est à faire par les notes de bas de page.
- La présentation des références doit suivre les conventions bibliographiques. Il est recommandé d'utiliser les modèles {{Ouvrage}}, {{Chapitre}}, {{Article}}, {{Lien web}} et/ou {{Bibliographie}}. Le mode d'édition visuel peut mettre en forme automatiquement les références.
- Insérer une infobox (cadre d'informations à droite) n'est pas obligatoire pour parachever la mise en page.

Pour une aide détaillée, merci de consulter Aide:Wikification.
Si vous pensez que ces points ont été résolus, vous pouvez retirer ce bandeau et améliorer la mise en forme d'un autre article.
 (janvier 2024).
 (janvier 2024).
Pour les articles homonymes, voir Thiede.
Manfred Thiede, né le 8 juillet 1936 à Chemnitz et mort le 4 octobre 2020, était un diplomate allemand. Il a été ambassadeur de la RDA dans divers pays africains.

## Parcours
Thiede a fréquenté la Faculté des Ouvriers et des Agriculteurs et, après avoir obtenu son diplôme d'études secondaires, a appris le métier d'ouvrier en télécommunications. Il devient membre du SED et étudie à l'Académie allemande des sciences politiques et du droit de Potsdam-Babelsberg. Il termine ses études en 1960 avec un diplôme en sciences politiques et entre dans le service diplomatique de la RDA.
Il était d'abord attaché ou troisième secrétaire à l'ambassade de la RDA à Bucarest. De 1968 à 1971, il fut premier secrétaire et attaché culturel à l'ambassade de Varsovie et de 1971 à 1976 chef du département des relations culturelles extérieures au ministère des Affaires étrangères (MfAA). Entre 1976 et 1977, il étudie à l'école du parti SED « Karl Marx ». De 1977 à 1980, il a été ambassadeur au Mali et  depuis Bamako également ambassadeur au Niger, en Mauritanie et en Haute-Volta de 1977 en 1980. De 1980 à 1982, il a été ambassadeur à Conakry, la capitale guinéenne, et de mars 1981 à 1982 également en Sierra Leone. De 1982 à 1983, Thiede a été chef adjoint du département Afrique du Nord et de l'Ouest au MfAA. De 1983 à 1988, il fut ambassadeur de la RDA à Alger. De 1988 à 1990, il dirige à nouveau le département des relations culturelles extérieures du MfAA.
En octobre 1986, il reçut l'ordre du Mérite patriotique en bronze. Manfred Thiede est décédé le 4 octobre 2020 à l'âge de 84 ans.

## Littérature
- Gabriele Baumgartner, Dieter Hebig (éd.) : Manuel biographique de la SBZ/RDA. 1945-1990 . Tome 2 : Maassen – Zylla . KG Saur, Munich 1997,  (ISBN 3-598-11177-0), page 924.
- Siegfried Bock, Ingrid Muth, Hermann Schwiesau : La politique étrangère de la RDA, un aperçu. Données, faits, personnes (III). LIT Verlag Dr. W. Hopf, Berlin 2010,  (ISBN 978-3-643-10559-2), page 358.